# John C. McGinley
John Christopher McGinley (ur. 3 sierpnia 1959 w Nowym Jorku) – amerykański aktor, producent i scenarzysta. Występował w roli sierżanta Reda O’Neilla w Plutonie (1986) i jako Perry Cox w sitcomie Hoży doktorzy.

## Życiorys

### Wczesne lata
Urodził się w Greenwich Village w Nowym Jorku jako jedno z piątki dzieci nauczycielki Patricii McGinley i maklera giełdowego Geralda McGinleya. Jego pradziadek ze strony ojca pochodził z Irlandii. McGinley dorastał w Millburn w stanie New Jersey, gdzie chodził do liceum Millburn High School. Studiował aktorstwo na Syracuse University, a później na Tisch School of the Arts przy New York University.

### Kariera
Po zakończeniu edukacji (1984) pracował jako dubler w przedstawieniu Johna Patricka Shanleya Głębokie błękitne morze, a następnie zadebiutował w roli J.D. Stewarta w spektaklu Ballada o Soapy Smith (The Ballad of Soapy Smith, 1984) na scenie Public Theater z Jimmym Smitsem. W następnym roku wystąpił na Broadwayu w sztuce Roda Serlinga Pożegnanie z ringiem u boku Johna Lithgow i George’a Segala.
Przez 12 odcinków grał postać Neda Barry’ego w operze mydlanej NBC Inny świat (1985–86). Po swoim kinowym debiucie w komedii Alana Aldy Słodka wolność (Sweet Liberty, 1986) z Michelle Pfeiffer, zagrał w dwóch filmach Olivera Stone’a – dramacie wojennym Pluton (1986) jako intrygant sierżant Red O’Neill i dramacie Wall Street (1987) w roli Marvina, zazdrosnego współpracownika Charliego Sheena. Można go było także dostrzec w filmach takich jak Na fali (Point Break, 1991), Na zabójczej ziemi (On Deadly Ground, 1994), Siedem (1995) czy Twierdza (1996), a także filmach klasy B – Uważaj! (Watch It, 1993) czy Wóz 54, zgłoś się! (Car 54, Where Are You?, 1994).
W serialu NBC Hoży doktorzy (2001–2010) występował jako dr Perry Cox, mimowolny mentor głównej postaci – Johna „JD” Doriana. McGinley wyznał kiedyś, że podczas pracy w serialu improwizuje jeśli chodzi o używanie żeńskich imion zwracając się do JD oraz gwizdanie, które nazywa swym nałogiem. Nałóg polega na tym, że dotyka swego nosa – mówi, że gest ten ma oznaczać „Wszystko będzie w porządku”.

## Życie osobiste
1 lutego 1997 poślubił Lauren Lambert. Ich syn Max (ur. 1997), ma zespół Downa. Lambert i McGinley rozwiedli się 10 grudnia 2001. W sierpniu 2006 zaręczył się w Malibu z instruktorką jogi Nicole Kessler, którą poślubił 7 kwietnia 2007, na prywatnej ceremonii. Mają dwie córki – Billie Grace (ur. 2 lutego 2008) i Kate Aleenę (ur. 24 czerwca 2010).
W październiku 2002 nazwany został „Ojcem Miesiąca” przez serwis iParenting.com.
Wraz z Willemem Dafoe jest współwłaścicielem baru bistro w nowojorskim SoHo. Jest bliskim przyjacielem Johna Cusacka.

## Filmografia

### Filmy fabularne
- 1986: Słodka wolność (Sweet Liberty) jako Floyd
- 1986: Pluton (Platoon) jako sierżant O’Neill
- 1987: Wall Street jako Marvin
- 1988: Talk Radio jako Stu
- 1988: Shakedown jako Sean Phillips
- 1989: Prisoners of Inertia
- 1989: Urodzony 4 lipca (Born on the Fourth of July) jako oficer
- 1989: Projekt Manhattan (Fat Man and Little Boy) jako kpt. Richard Schoenfield
- 1990: Suffering Bastards jako Buddy Johnson
- 1991: Na fali (Point Break) jako agent FBI Ben Harp
- 1991: Nieśmiertelny 2 (Highlander II: The Quickening) jako David Blake
- 1992: Artykuł 99 (Article 99) jako dr Rudy Bobrick
- 1992: Cruel Doubt jako adwokat Jim Vos Burgh
- 1992: W księżycową jasną noc (A Midnight Clear) jako major Griffin
- 1993: Ostatni żywy bandyta (The Last Outlaw, TV) jako Wills
- 1993: Hear No Evil jako Mickey O’Malley
- 1993: Watch It jako Rick
- 1994: Na zabójczej ziemi (On Deadly Ground) jako MacGruder
- 1994: Gra o przeżycie (Surviving the Game) jako John Griffin
- 1994: Wóz 54, zgłoś się! (Car 54, Where Are You?) jako oficer Francis Muldoon
- 1994: Karawana (Wagons East!) jako Julian Rogers
- 1994: The Last Outlaw
- 1995: Zew natury (Born to be Wild) jako Max Carr
- 1995: Siedem (Se7en) jako lider SWAT
- 1995: Nixon jako Earl w filmie szkoleniowym
- 1996: Twierdza (The Rock) jako kpt. Hendrix
- 1996: Desperatki (Set It Off) jako detektyw Strode
- 1997: Flypaper jako Joe
- 1997: Intensity (TV) jako Edgler Foreman Vess
- 1997: Truth or Consequences, N.M. jako Eddie Grillo
- 1997: Nic do stracenia (Nothing to Lose) jako Davis 'Rig' Lanlow
- 1998: The Pentagon Wars
- 1998: Target Earth jako agent Vincent Naples
- 1998: The Odd Couple II
- 1999: Życie biurowe (Office Space) jako Bob Slydell
- 1999: Męska gra (Any Given Sunday) jako Jack Rose
- 1999: Troje do tanga (Three to Tango) jako Strauss
- 1999: The Jack Bull jako Woody
- 2000: Sole Survivor
- 2000: Dorwać Cartera (Get Carter) jako Con McCarty
- 2001: Letnia przygoda (Summer Catch) jako Hugh Alexander
- 2001: Zwierzak (The Animal) jako sierżant Sisk
- 2002: Kasa albo życie (Stealing Harvard) jako detektyw Charles
- 2002: Autostrada (Highway) jako Johnny Fox
- 2003: Tożsamość (Identity) jako George York
- 2005: Wirtualna podróż na planetę Darwin 4 (TV) jako narrator
- 2006: Dwa bilety do raju (Two Tickets to Paradise) jako Mark Hewson
- 2006: A.W.O.L. jako Garris
- 2006: Życie na całego (Puff, Puff, Pass) jako Jerry Dupree
- 2007: Gang dzikich wieprzy (Wild Hogs) jako patrol gej na autostradzie
- 2007: Jak długo jeszcze? (Are We Done Yet?) jako Chuck Mitchell Jr.
- 2007: Amerykański wieczór (American Crude) jako Jim
- 2009: Superman/Batman: Wrogowie publiczni jako John Corben / Metallo (głos)
- 2012: Alex Cross jako Richard Brookwell
- 2013: 42 – Prawdziwa historia amerykańskiej legendy (42) jako Red Barber

### Seriale TV
- 1985–1986: Inny świat (Another World) jako Ned Barry
- 1994: Frasier jako Danny Kriezel
- 1997: Kancelaria adwokacka (The Practice) jako adwokat Leonard Goode
- 2001–2009: Hoży doktorzy (Scrubs) jako dr Perry Cox
- 2003: Kim Kolwiek (Kim Possible) jako Rudolph „White Stripe” Farnsworth (głos)
- 2003–2005: Liga Sprawiedliwych bez granic jako Atom (głos)
- 2008: Robot Chicken jako Mahmoud Ahmadinejad (głos)
- 2011: Dan Vs jako fałszywy Dan (głos)
- 2012: Tożsamość szpiega jako Tom Card
- 2013–2015: Między piętrami jako Remington Stewart Mansfield